# Ouguiya
Ouguiya (UM - Ouguiya) är den valuta som används i Mauretanien i Afrika. Valutakoden är MRU. 1 Ouguiya = 5 khoums vilket gör Ouguiya till en av endast två valutor i världen som inte använder 10 som bas vid delning i mindre enheter. Den andra är Ariary i Madagaskar. 

## Historik
Valutan infördes, med valutakod MRO,  1973 och ersatte den tidigare CFA-franc. Vid det senaste bytet var omvandlingen 1 MRO = 5 franc. 
I december 2017 så infördes en ny Ouguiya med valuakod MRU, med omräkningsvärdet 1 MRU = 10 MRO.

## Användning
Valutan ges ut av Banque Centrale de Mauritanie - BCM som grundades 1973 och har huvudkontoret i Nouakchott.

## Valörer av MRO (1973 års ouguiya)
- mynt: 1, 5, 10 och 20 Ouguiya
- underenhet: 1 (används sällan) khoums
- sedlar: 100, 200, 500, 1000 och 2000 MRO

## Valörer av MRU (2017 års ouguiya)
- mynt: 1, 2, 5, 10 och 20 Ouguiya
- underenhet: 1 (används sällan) khoums
- sedlar: 50, 100, 200, 500 och 1000 MRU